# Hrabstwo York (Nowy Brunszwik)
Hrabstwo York (ang. York County, fr. Comté d'York)  – jednostka administracyjna kanadyjskiej prowincji Nowy Brunszwik leżąca na środkowo-zachodniej części prowincji.
Hrabstwo ma 97 238 mieszkańców. Język angielski jest językiem ojczystym dla 88,3%, francuski dla 6,7% mieszkańców (2011).